# Vz. 98/22
O Vz. 98/22 é um rifle de ferrolho projetado e produzido na Checoslováquia. Ele substituiu os rifles Gewehr 98 comprados da Alemanha após o Tratado de Versalhes. Os rifles foram rapidamente substituídos pelo Vz.24, um rifle mais curto, com os Vz.98/22 sendo vendidos para várias outras nações, onde permaneceram em serviço durante a Segunda Guerra Mundial e posteriormente ao conflito.

## Criação
Quando a Checoslováquia foi fundada em 1918, a nação imediatamente começou a planejar estabelecer e armar seu próprio exército. Em 1922, foi escolhido construir um derivado do Mauser 1912 mexicano, sendo conhecido nacionalmente como Vz. 98/22.
Os militares da Checoslováquia eram particularmente exigentes quanto à qualidade de seus novos fuzis de serviço, adotando apenas um pequeno número deles em seu próprio serviço.[carece de fontes?] Esses rifles de serviço checos eram carimbados com um selo "E-22" ou "E-23". (O "-" sendo um substituto para o leão checoslovaco típico das marcações militares tchecas) Os rifles que não foram adotados foram vendidos em comissão para países como o Irã, Turquia, ou no mercado público.

## Descomissionamento
O Vz.98/22 foi rapidamente substituído pelo Vz.24, um rifle mais leve e fácil de manusear, com o restante dos rifles Vz.98/22 sendo vendidos internacionalmente ou no mercado público. A maioria das vendas no mercado público eram para países como o Irã ou a Turquia. Porém, algumas unidades foram vendidas para a República da China, visando complementar outros rifles do tipo Mauser utilizados pelas suas forças. Na China, esses rifles foram usados durante a Era dos Senhores da Guerra, a Guerra Civil Chinesa e a Guerra da Coreia.

## Segunda Guerra Mundial
A maioria desses rifles não viu serviço oficial na Segunda Guerra Mundial. No entanto, eles permaneceram em serviço na China até a década de 1950. Grupos rebeldes do Curdistão ainda os usavam na década de 2010.

## Marcações

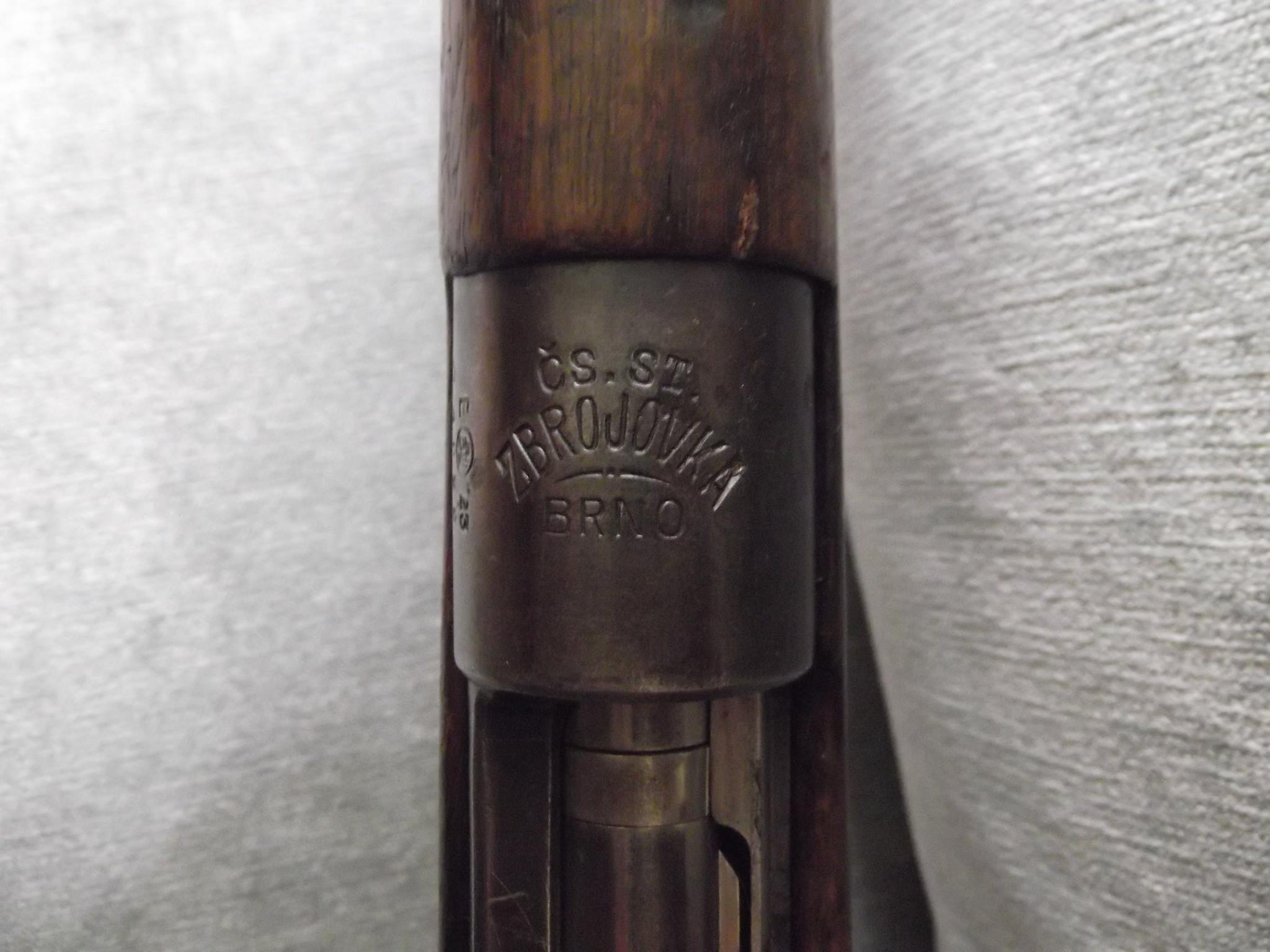
Parte superior do receptor, mostrando o selo BRNO curvo

Muitos dos rifles Vz.98/22 exibiam um leve carimbo curvado no receptor, exibindo "ČS.ST/ZBROJOVKA/BRNO", que podem ser traduzidas para "Arsenal Checoslovaco de Brno". Os modelos posteriores do rifle têm o mesmo texto exibido, porém sem a curvatura do texto. Se o rifle foi adotado no serviço da Checoslováquia, ele teria uma marca E-22 ou E-23, geralmente na lateral do receptor, logo acima do número de série.

## Usuários
- República da China (1912–1949)
- China
- Checoslováquia
- Irã
- Turquia
- Curdistão